# خياطة

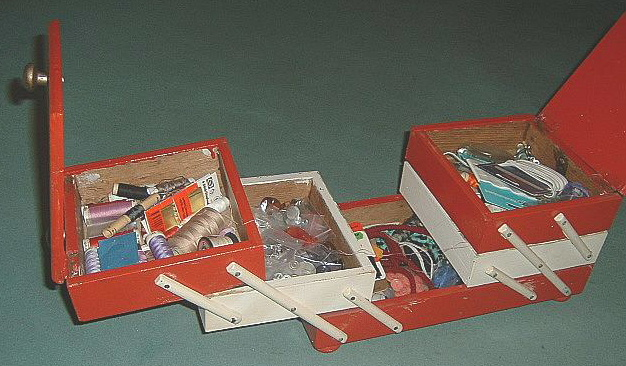
صندوق خياطة

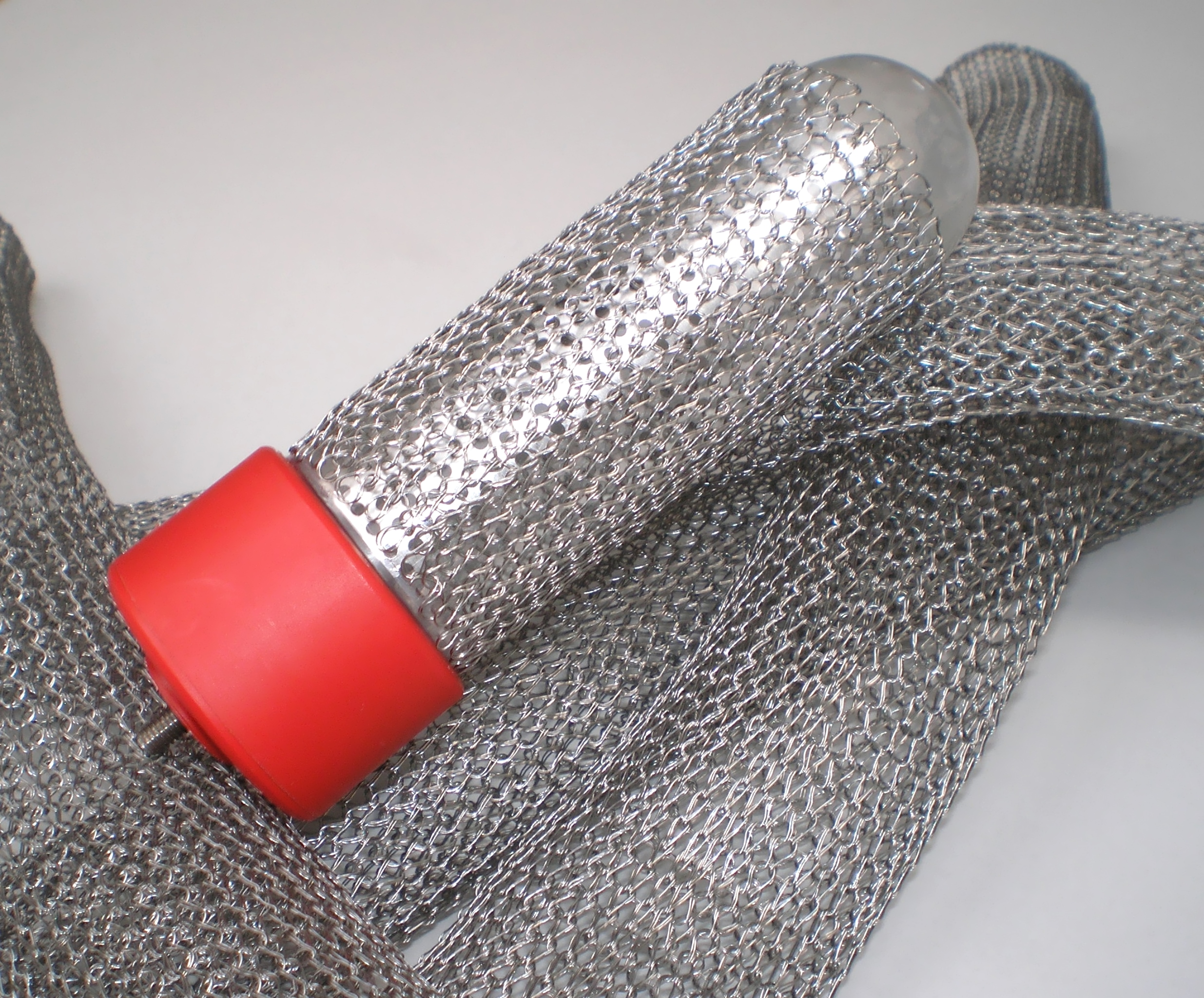
فولاذ مقاوم للصدأ مخيط على أنبوب تأين.

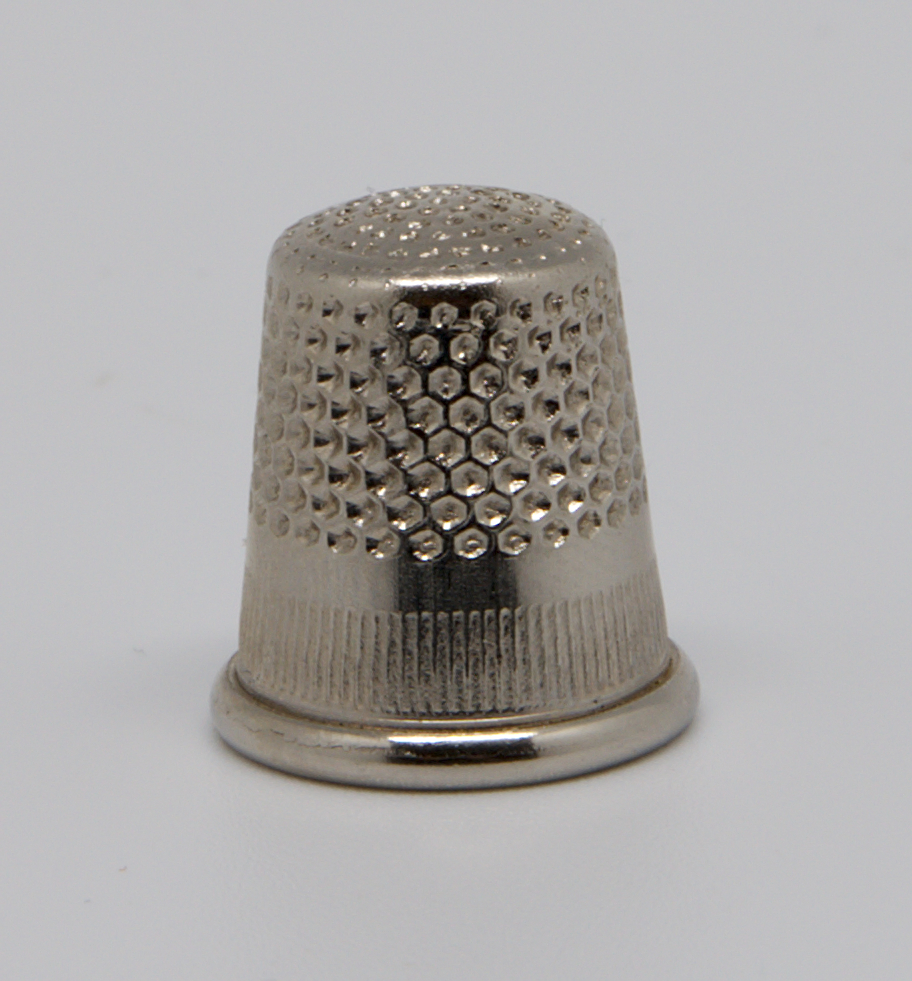
كشتبان.

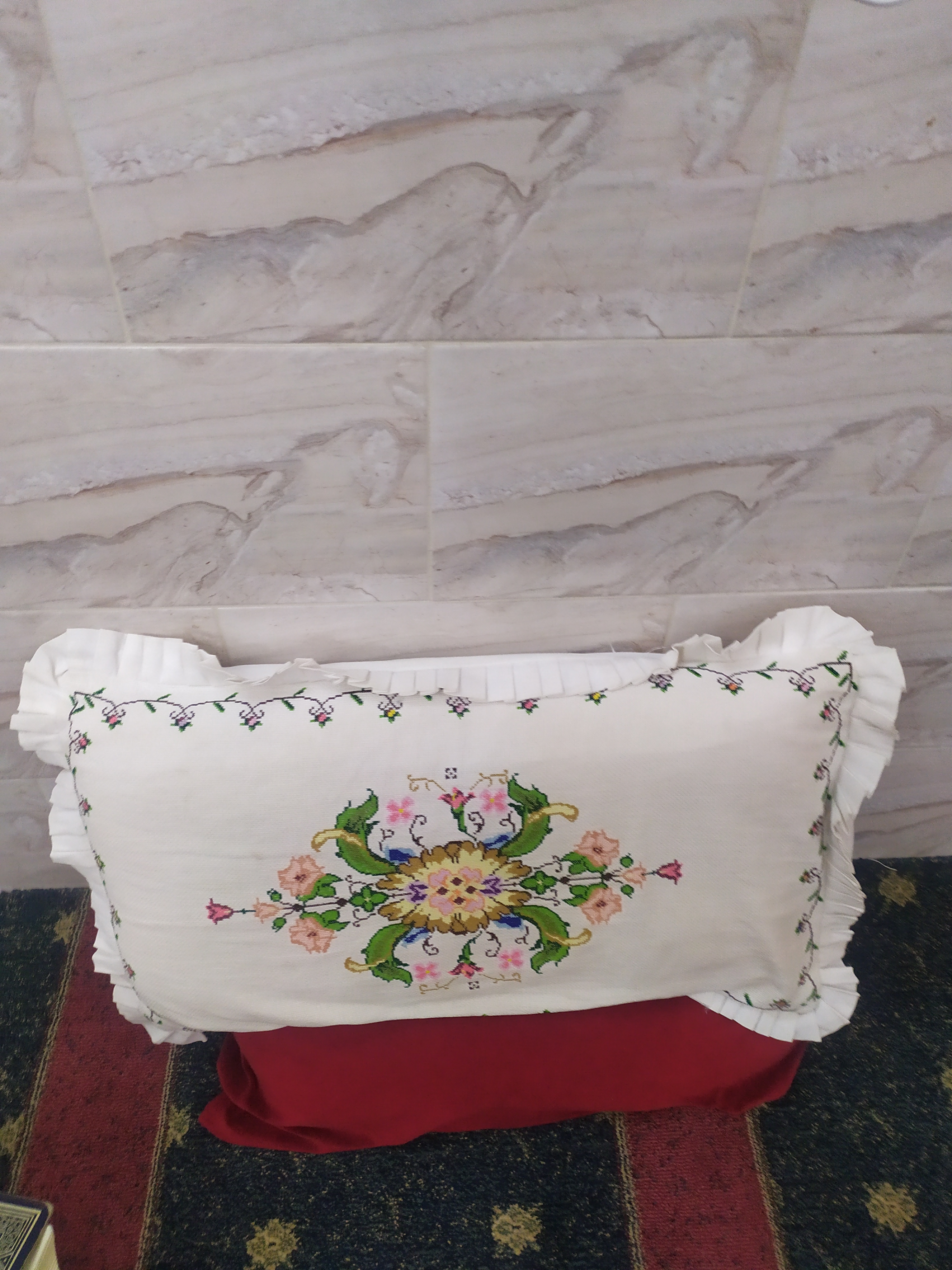
تطريز خياطة،وسادة مطرزة يدوي من خيوط الحرير

الخياطة هي عملية ربط الملابس أو الجلود أو الفرو أو المواد المرنة الأخرى ببعضها البعض باستخدام إبرة وخيط. وفي معاجم اللغة نجد خَاطَ الثَّوْبَ أي ضَمَّ أجْزَاءهُ بِخُيُوطٍ تَحْمِلُهَا إِبـْـرَةٌ، فيكون الثوب مَخِيط ومَخْيُوط. يعود استخدام الخياطة إلى العصور الحجرية (30000 سنة قبل الميلاد). وقد سبقت الخياطة نسج الملابس. وارتبط تطور هذه الصناعة دائما بتطور النسيج.
وتستخدم الخياطة أساسا لإنتاج الملابس والمفروشات المنزلية: مثل الستائر، وفرش الأسرة، والتنجيد، وبياضات الموائد. وتستخدم أيضا من أجل أشرعة السفن، والأعلام، والبنى الأخرى المكونة من مواد مرنة مثل الجلود.
ومعظم أعمال الخياطة في العالم الصناعي تنجز باستخدام الآلات. تبدأ العملية أحيانا بما يسمى شل الثوب (tacking) (شَلَلْت الثوبَ أي خِطْتُه خِياطةً خفيفة). ولآلة الخياطة مجموعة معقدة من المسننات والأذرع تساعد على اختراق الإبرة مع الخيط لطبقات القماش ثم تشابك الخيوط بإحكام. 
يخيط بعض الناس الملابس بأنفسهم لهم ولعائلاتهم. وتكون الخياطات المنزلية عادة بغاية إصلاح الملابس، مثل: إصلاح درزة ممزقة أو استبدال زر مفقود. ويسمى الشخص الذي يتخذ من الخياطة مهنة له بالخياط.
وينظر أحيانا إلى الخياطة على أنها صنعة لا تحتاج إلى الكثير من المهارة، إلا أن تحويل القماش المسطح إلى ملايس تحتوي العديد من الثقوب والشقوق والانحناءات والطيات بطريقة معقدة يتطلب مستوى عال من المهارة والخبرة لتحويل القماش إلى تصميم ناعم خال من التجاعيد والتموجات. وتضيف الرسوم الموجودة على القماش مزيدًا من الصعوبة إلى هذه الصنعة.

## الخيوط المستعملة في الخياطة
العديد من خيوط النسيج تستعمل في الخياطة، اليدوية منها والآلية. أهم هذه الأنواع: الخيوط المعرضة لعملية المرسرة، والبولي استر، وخيط القطن بلب من البولي استر، وخيط البولي استر من الألياف القصيرة. وتتنوع خيوط الخياطة بحسب الغرض المرجو منها. ولكل منها رقم بطاقة خاص بها، فكلما كبر الرقم كان الخيط أرفع. ويتم عادة إضافة مواد مزلقة لخيط الخياطة، وبسبب الحاجة المتزايدة للخيوط المصنوعة من الألياف الاصطناعية، واستخدام سرعات عالية في الإنتاج، فإن المزلقات المعتمدة على الشمع لم تعد كافية مع الحرارة العالية لإبر الخياطة المتولدة عن السرعات الإنتاجية العالية. لذلك تم اللجوء إلى مركبات السيليكون.

## أهميتها في معامل إنهاء النسيج
تقنية الخياطة مهمة جدا خلال مراحل إنتاج النسيج، حيث يتم وصل الأثواب المختلفة من القماش لتكوين وجبة تشغل في آلات الإنهاء. ويتم وصل نهاية الوجبة مع بداية الوجبة التالية. وصل أطراف الوجبات يتم بعناية، فلا يجوز أن تخاط أطراف الوجبات فوق بعضها بحيث تتجاوز سماكة الوصلة سماكة القماش نفسه. ولهذا السبب يتم وصل الوجبات بنوع خاص من الدرزات تسمى الدرزة المنفتحة (بالإنجليزية: butted seam)‏.
تخاط الدرزات باعتناء، فأي تمزق خلال عمليات التشغيل يتسبب بإيقاف العملية الإنتاجية. فإذا فرضنا أن هذا التمزق حصل خلال مرور القماش في المبخّر، يجب عندها إيقاف الآلة تماما، وانتظار 30 دقيقة على الأقل حتى تبرد الآلة، فيتمكن العامل من الدخول إليها وإعادة درز طرفا الوجبتين ثانية. ثم يسخن المبخر من جديد وهذا يتطلب وقت إضافي أيضا. ويمكن للإسطوانات الدليلية أن تتضرر وينحني نتيجة التفاف طرف القماش المفصول.
يجب أن تكون الخياطة متينة لتتحمل إجهادات السحب عليها، وأن تكون سهلة الفك والفصل. يوجد العديد من آلات الخياطة التي تحقق هذا الغرض في السوق، ويوجد آلات تخيط الأقمشة الرطبة، وآلات محمولة لتسهيل هذه العملية.

## أنواع الغُرزْ
هناك أنواع كثيرة من الغُرَزْ التي يمكن استخدامها في الخياطة، ويتوقف نوع الغرزة المستخدمة كثيرًا على ما إذا كانت عملية الخياطة يدوية أم آلية.

### الغُرَز اليدوية
هناك ستة غُرَز يدوية رئيسية وهي:
1. الغرزة المتصلة: أكثر الغُرَز اليدوية بساطة، وتُستخدم للتجميع، وهي عملية جمع قطعة من قماش حول بعضها في شكل طيَّات صغيرة. وتضيف هذه الطيَّات التي تعرف أيضا باسم التجميعات المتانة على خطوط العنق والأكمام وخطوط الوسط للكساء.
2. الغرزة التشريحية: غُرزَة مؤقتة ينْصبُّ عملها على شد قطعتين من القماش أو أكثر بعضها على بعض وهي مَعْلَم يُهتدى به عند الغُرز النهائية آليًا.
3. الغرزة المُنْسَلّة: تضفي لمسة أخيرة غير مرئية عند تثبيت الحواشي والبطائن والجيوب نهائيًّا على الملابس، وهي تُستخدم على حواف مطوية وذلك لأنه بالإمكان إخفاء طول الخيط بين هذه الطيَّات.
4. الغرزة العمياء: تُستخدم لتثبيت الحواشي والتخريجات في الأماكن المحددة لها. والتخريجات هي قطع القماش التي تغطي حواف الثياب وتُستخدم هذه الغرزة في حالة رغبة الحائِك في إخفاء الغُرز.
5. الغرزة الملَفَّقة: غرزة مائلة متساوية المساحات تُستخدم فوق حواف الدَّرزة غير المخيطة (القَصَّة). وتمنع الغرزة المُلَفّقَة الحواف من التنسُّل.
6. الغرزة المُثَبِّتة: غرزة مطواعة، تُستخدم لتثبيت طبقتين من القُماش معا وهي أيضًا كثيرًا ما تُستخدم لتأمين الحواشي للأقمشة المطاطية المشغولة بالصنارة أو الإبرة.

### الغرز الآلية
تشتمل على الغُرَز المستقيمة والغرز المتعرِّجة والغرز العملية (المنفعية) والغُرَز الزخرفية. وتستخدم الغُرَز المستقيمة لتشريج الدَُروز وجمعها وخياطتها. ويمكن استخدام الغُرَز المتعرجة لوضع اللمسات الأخيرة على الحواف غير المخيطة، وكذلك لعمل ثقوب الأزرار أو لتثبيت المطاط على الثياب. أما الغُرَز العملية (المنفعية) فإنها تُستخدم لشد أقمشة مثل الليكرا. كما أنها تُستخدم أيضًا في لَفْق ثقوب الأزرار وعملها. وقد تحتوي آلات الخياطة التي تختص بعمل الغُرَز الزخرفية على أدوات ملحقة أو على أقراص مدرَّجَة أو على رافعات تُعدُّ الآلة لعمل هذه الغرز. لكن معظم آلات الخياطة العصرية تحتوي على مُنظِّمات سهلة الاستخدام، وذلك لتغيِّر من عرض الغرزة وطولها ونمطها.

## التحضير لمشروع خياطة
عملية اختيار نموذج التفصيل ونوع القماش. يستطيع الخياطون ذوو الخبرة العالية تصميم نماذج التفصيل الخاصة بهم، أما الغالبية العظمى من الناس فهم يختارون النماذج من الأدلة المصورة، وتحتوي معظم نماذج التفصيل الملحقة بالأدلة المصورة على نماذج تفصيل سهلة التطبيق للمبتدئين.
وتُباع نماذج التفصيل في أغلفة تحتوي على قصاصات من الورق قُصَّت لتماثل الأجزاء المختلفة من الثوب المراد تفصيله، وما على الحائِك إلا أن يقوم باستخدام قُصَاصَات الورق تلك لقص الأجزاء المختلفة على القماش. ويشرح النموذج المغلَّف بالرسم كل ما يتعلق بالقصاصات المرفقة، كما أنه يقترح نوعية القُماش المناسبة للثوب المراد خياطته، ويبين مقدار الكمية المطلوبة له من القماش. أما الأشياء الضرورية مثل الأزرار والزمّامات المنزلقة وشريط الدَرْز، فهي مدونة بالأحجام والأرقام المطلوبة. كما يحتوي النموذج المغلف على تصميم إرشادي وعلى التعليمات الخاصة بالخياطة.
ويجب على الهواة من الخياطين أن يبتعدوا عن الأقمشة ذات النسيج المربع النقش أو المتصالبة، وذات الخطوط والشرائط، وكذلك الأنسجة الوبرية. وتحتوي الأنسجة الوبرية على خيوط ناعمة وقصيرة تظهر على السطح. وتتطلب الأنسجة مربعة النقش والأنسجة ذات الخطوط والشرائط وتلك الوبرية مهارة فائقة ووقتًا أطول لقَصِّها وحياكتها. ويجب أن يتطابق تصميم الأنسجة المربعة النقش، وأنسجة الخطوط والشرائط بعضها مع بعض عند عملية الدَرْز. أما الأنسجة الوبرية مثل المَخْمَل والأقمشة القطنية المضلَّعة فيجب أن تخطِّط بحرص زائد حتى يمتد الوبر في الاتجاه نفسه في جميع قطع القماش.
ملاءمة نموذج التفصيل. يمكن في بعض الأحيان تفصيل عدة ثياب بنموذج تفصيل واحد. ويشير التصميم الإرشادي إلى القُصاصات الواجب استخدامها لكل ثوب. وتحمل القصاصات علامات تشير إلى الأماكن التي يجب أن يقصَّر أو يطوَّل عندها النموذج إذا اقتضى الأمر. وإذا استدعى الأمر عمل تعديلات أكبر، فقد يتطلب ذلك إضافة بعض المُقْحَمَاتْ أو عمل ثنيات في قصاصات نموذج التفصيل.
التصميم الإرشادي لنموذج التفصيل. يشرح التصميم الإرشادي كيفية جمع قصاصات نموذج التفصيل وترتيبها على القماش استعدادًا لقصها. كما أنه يوضح ما إذا كان يجب قص تلك القصاصات على القماش بشكل مفرد السماكة أو بشكل مزدوج السماكة. وتُصَفّ معظم القصاصات على شكل متجزع طولاً، ويُقْصد بذلك اتجاه الخيوط بشكل متوازٍ على حواشي القُماش، وهي حواف القُماش المكتملة. أما القصاصات المتعلقة بخطوط الدرز المنحرفة أو المَوْروبة، فقد صُمِّمت على شكل قُطري منحرف وقُصت عكس خطوط التجزُّع. وتؤثر عملية القص على امتداد خطوط التجزع أو عكسها في مظهر الثوب حين يُلبَسْ.
وبعد أن يتم تثبيت القصاصات بالدبابيس على قطعة القماش، تُقَص القصاصات تبعًا للخطوط المرسومة لذلك على نموذج التفصيل. ويجب أن يُحدَّد على القُماش جميع مواقع ثقوب الأزرار ونقاط الوسط المعلَّمة (المرِيْشَات)، وهي ثنيات قصيرة مدرجة تعطي الثوب شكله النهائي. ولوضع العلامات، يمكن استخدام الطباشير والأقلام وأقلام وضع العلامات أو يمكن استخدام عجلة الاستشفاف والورق لنفس الغرض. وتحتوي أقلام وضع العلامات على مداد خاص يضمحل ويختفي بعد عدة أيام. أما عجلة الاستشفاف فهي عجلة صغيرة ذات مقبض وتُستخدم مع ورق الاستشفاف لنقل العلامات من نموذج التفصيل إلى القُماش.

## خياطة الأقمشة
يُخاط القطن والصوف والأقمشة الأخرى المصنوعة من الأنسجة الطبيعية بخيط القطن المُمَرْسَرْ، وعملية المَرْسَرَةْ هي عملية معالجة الخيط كيميائيًا وذلك لرفع نسبة الصقل والقوة للخيط. وتُستخدم خيوط الحرير لخياطة الأقمشة الحريرية. أما الأقمشة الصناعية فهي تتطلب إما خيوطًا صناعية أو خليطًا من الخيوط الصناعية والقطنية. ويُستخدم هذا النمط من الخيوط أيضًا في حياكة الأقمشة الصوفية والأقمشة المطاطية.
تصطحب معظم نماذج التفصيل إرشادات توضح عملية حِياكة الثياب خطوة بخطوة، ويمكن أن تتضمن عملية الحِياكة طرقًا تبين كيفية عمل المَرِيشَاتْ والدُّروز والمثبتات والتخريجات والبطانات والحواشي (الحواف).
المَرِيِشَات. تثبت المريشات فوق أكتاف الثوب وأكواعه وصدره ووسطه، ولعمل المريشة تُطوى قطعة القُماش بحيث يتقابل الجانبان الأيمنان معًا في مركز المريشة المقلَّمة والمثبَّتة بالدبابيس مسبقًا، وعند ذلك تُشَرَّجُ المريشة وتغرز من ناحية النهاية العريضة لها باتجاه مركز الالتقاء.
الدُّروز. تُعْمَلُ الدُّروز بخياطة الجانبين الأيمنين لقطعتي قُماش معًا، وعادة تخاط الدروز على بعد 1,5سم من حافة القُماش، وتُستخدم في ذلك غرزة مستقيمة. وعند حياكة الدروز المنحنية قد يظهر جزء من أجزاء القُماش أكثر طولاً من الجزء الآخر وهنا يجب إراحة القُماش قليلاً. وعند عملية الإراحة تلك عادة ما يجعل الحائك الجزء الأطول من الأعلى يطابق العلامات، ويحاول أثناء ذلك تفادي التجميع أثناء عملية الغَرْز. ويجب هنا أن تكتمل حواف الدروز، وذلك لمنع حدوث تنسلات للقماش. ويمكن للحائِك أن يقص الحواف مستخدمًا في ذلك مقصًّا مشرشرًا، وبذلك يقطع الحواف على شكل نتوءات مدورة، إلا أنه من الأفضل هنا لفق الأطراف باليد أو عن طريق آلة الخياطة.
المثبِّتات. تتضمن الأزرار السحَّابات (والزمَّامات) المنزلقة والأزرار ذات الرأسين والعُقيْفَات والعراوي.
وتُثبَّت الأزرار على الثياب بغُرَز صغيرة. أما العراوي فهي تخاط باليد، أو بغرزْها آليًّا بالغرز المتعرجة. أما العراوي المزخرفة فإنها تُعمل بوساطة شقتين صغيرتين مطويتين من القماش. وتخاط الشقتان لتكوِّنا أطرافًا حول الفتحات.
وتثبَّت السحّابات (الزمَّامات) المنزلقة عادة بوساطة طريقة الثَّقْب أو الطريقة المحورية، وتشَرَّج الفتحات وتفتح الدروز ويشرج السحَّأب (الزمَّام) المنزلق بوجهه إلى الأسفل باتجاه الدُّروز من الداخل. وتقوم آلة الخياطة بعمل الغُرَز حول الزمَّام المنزلق، وبعد ذلك تقوم بإزالة غُرَز التشريج. أما الزمَّامات المنزلقة الخفية التي تتشابه في مظهرها مع الدُّروز من الخارج فهي تتطلب آلة خاصة لتثبيتها.
وتُستخدم الأزرار ذات الرأسين والعُقَيْفَات لفتحات العنق والوسط، وذلك حتى تحكم مظهر الثوب وتُخاط جميعها باليد في الاتجاه الداخلي للثوب.
التخريجات. تضفي اللَّمسات الأخيرة على فتحات الحواف غير المصقولة. أما التخريجات الذاتية فهي امتداد للثوب الذي يُشَكَّل على هيئة طية عند فتحات الحواف. أما التخريجات المُشَكَّلَّة فهي قطع منفصلة من القُماش تخاط على طول الحافة وتتجه إلى الجهة الداخلية من الثوب. والتخريجات البينية، قطع من قماش خفيف الوزن توضع بين التخريجة والجهة الخارجية للثوب، وذلك حتى تضيف بعض المتانة إلى نقطة معينة في الثوب.
البطانات. تخفي الوجه الداخلي للثوب. وتخاط قطع التبطينَ بغرز ومن ثم تُخاط بعد ذلك باليد باتجاه داخل الثوب.
الحواشي. تضفي اللَّمسات الأخيرة على الحواف السفلى للثياب والأكمام. ويختلف سُمْكُ الحاشية باختلاف نمط الثوب ووزن القُماش. وتُقْلَب الحافة السفلى للثوب أو الكم إلى الداخل وتخاط في مكانها باليد أو بآلة الخياطة. ويمكن للحائك أن يستخدم ـ بناء على نوعية القُماش ـ إما غرزة الحاشية أو الغرزة العمياء أو الغرزة المُنْسَلَّة أو الغرزة المثبِّتة لكي ينجز الحواف السفلى.